# معركة مونس لاكتاريوس
معركة مونس لاكتاريوس (بالإنجليزية: Battle of Mons Lactarius)‏ هي معركة دارت بين سنتي 552 و 553، أثناء الحرب القوطية (535-554). ودارت بين قوط شرقيون وجستينيان الأول، في إيطاليا.